# Атлапеты
Атлапеты (лат. Atlapetes) — род воробьиных птиц из семейства Passerellidae, ранее включался в семейство овсянковых. Обитают в основном в горных лесах от Мексики до северо-запада Аргентины.

## Классификация
В род включают 34 вида:
- Atlapetes albiceps (Taczanowski, 1884) — Белоголовая атлапета
- Atlapetes albinucha (Lafresnaye & d'Orbigny, 1838) — Белозатылочная атлапета
- Atlapetes albofrenatus (Boissonneau, 1840) — Усатая атлапета
- Atlapetes blancae Donegan, 2007
- Atlapetes canigenis Chapman, 1919
- Atlapetes citrinellus (Cabanis, 1883) — Чернобородая атлапета
- Atlapetes crassus Bangs, 1908
- Atlapetes flaviceps Chapman, 1912 — Оливоголовая атлапета
- Atlapetes forbesi Morrison, 1947
- Atlapetes fulviceps (d'Orbigny & Lafresnaye, 1837) — Коричневобородая атлапета
- Atlapetes fuscoolivaceus Chapman, 1914 — Темноголовая атлапета
- Atlapetes latinuchus (Du Bus de Gisignies, 1855)
- Atlapetes leucopis (P. L. Sclater & Salvin, 1878) — Очковая атлапета
- Atlapetes leucopterus (Jardine, 1856) — Белокрылая атлапета
- Atlapetes luteoviridis (Griscom, 1924)
- Atlapetes melanocephalus (Salvin & Godman, 1880) — Сероухая атлапета
- Atlapetes melanolaemus (P. L. Sclater & Salvin, 1879)
- Atlapetes melanopsis Valqui & Fjeldså, 2002
- Atlapetes meridae (P. L. Sclater & Salvin, 1871)
- Atlapetes nationi (P. L. Sclater, 1881) — Рыжебрюхая атлапета
- Atlapetes nigrifrons Phelps & Gilliard, 1940
- Atlapetes pallidiceps (Sharpe, 1900) — Бледноголовая атлапета
- Atlapetes pallidinucha (Boissonneau, 1840) — Коричневолобая атлапета
- Atlapetes personatus (Cabanis, 1849) — Масковая атлапета
- Atlapetes pileatus Wagler, 1831 — Красношапочная атлапета
- Atlapetes rufigenis (Salvin, 1895) — Красноухая атлапета
- Atlapetes rufinucha (d'Orbigny & Lafresnaye, 1837) — Красношейная атлапета
- Atlapetes schistaceus (Boissonneau, 1840) — Серогрудая атлапета
- Atlapetes seebohmi (Taczanowski, 1883) — Шоколадноголовая атлапета
- Atlapetes semirufus (Boissonneau, 1840) — Желтогрудая атлапета
- Atlapetes taczanowskii (Sclater, PL & Salvin, 1875)
- Atlapetes terborghi Remsen, 1993
- Atlapetes tibialis (Lawrence, 1864)
- Atlapetes tricolor (Taczanowski, 1875) — Трёхцветная атлапета